# Superfamilie (biologie)
In de biologie is een superfamilie een taxonomische rang of een taxon in die rang. De falanx wordt tegenwoordig niet meer als een taxonomisch niveau erkend, maar kon met de superfamilie worden vergeleken, onder het niveau van de onderorde en boven dat van de familie. Het is een rang boven die van familie. De manier om met rangen om te gaan verschilt voor de plantkunde enigszins van die voor zoölogie, zo komen rangen in de plantkunde en rangen in de zoölogie niet altijd overeen.
Superfamilies werden met de uitgang -acea aangeduid, maar de zoölogische nomenclatuur, vastgelegd door de International Commission on Zoological Nomenclature, in hun code artikel 29.2, schrijft tegenwoordig -oidea voor.